# قلعة جندل
قلعة جندل من المواقع الاثرية المهمة حيث تقع وسط قرية جندل التي اخذت اسمها من القلعة وهي تابعة لمحافظة ريف دمشق، سوريا، وهي من قرى جبل حرمون (جبل الشيخ)، تحيط بها القرى والبلدات التالية: عيسم الفوقا - بقعسم - خربة عين سكر - عين البرج.
تعتبر من المناطق السياحية في محافظة ريف دمشق بسبب اهمية قلعتها

## لمحة تاريخية
ينسب بناء القلعة إلى شخص يدعى جندل، وهو الجد الأول للجنادلة، لكن المؤرخ عيسى إسكندر المعلوف يذكر أن القلعة قد بنيت قبل استقرار الجنادلة في الموقع. ويشير المؤرخ إلى كتابة يونانية كانت موجودة في العام 1934 م على عتبة بوابة القلعة، يرد فيها الاسم في اليونانية «ساما اتي»، ما يعني أن اليونان هم أول من بنوها في أعقاب حملة «الاسكندر المقدوني» عام 333 قبل الميلاد. ويؤكد هذا الرأي وجود الكثير من المدافن اليونانية في المنطقة، إضافة إلى الاهتمام الروماني بتشييد الأبنية والقبور فيها. كما يلاحظ سكان المنطقة وجود «برقش» في قلب الجبل ((عبارة عن مغارة أو فوهة في الجبل)) على مسافة قريبة شمال قلعة جندل. وتروي الأسطورة أن هذه الفوهة سقط فيها (النمرود) وتفتح في أحد أيام الصيف، حيث تخرج منا حشرات (البرغش) محدثة اصواتا مرعبة من كثافة الحشرات، تسمع إلى مسافات بعيدة. وعلى ما يبدو جد الجنادلة قد رممها، وظل الجنادلة يتوارثونها، إلى أن جاء الضحاك بن جندل البقاعي واعتصم فيها، أيام الملك العادل نور الدين الذي استولى عليها فيما بعد وظلت هذه القلعة مهملة إلى أن تحصن بها (موحدون) اثناء حربهم مع ابراهيم باشا المصري، الذي حاصرها هو الآخر ثم قام بتدميرها.

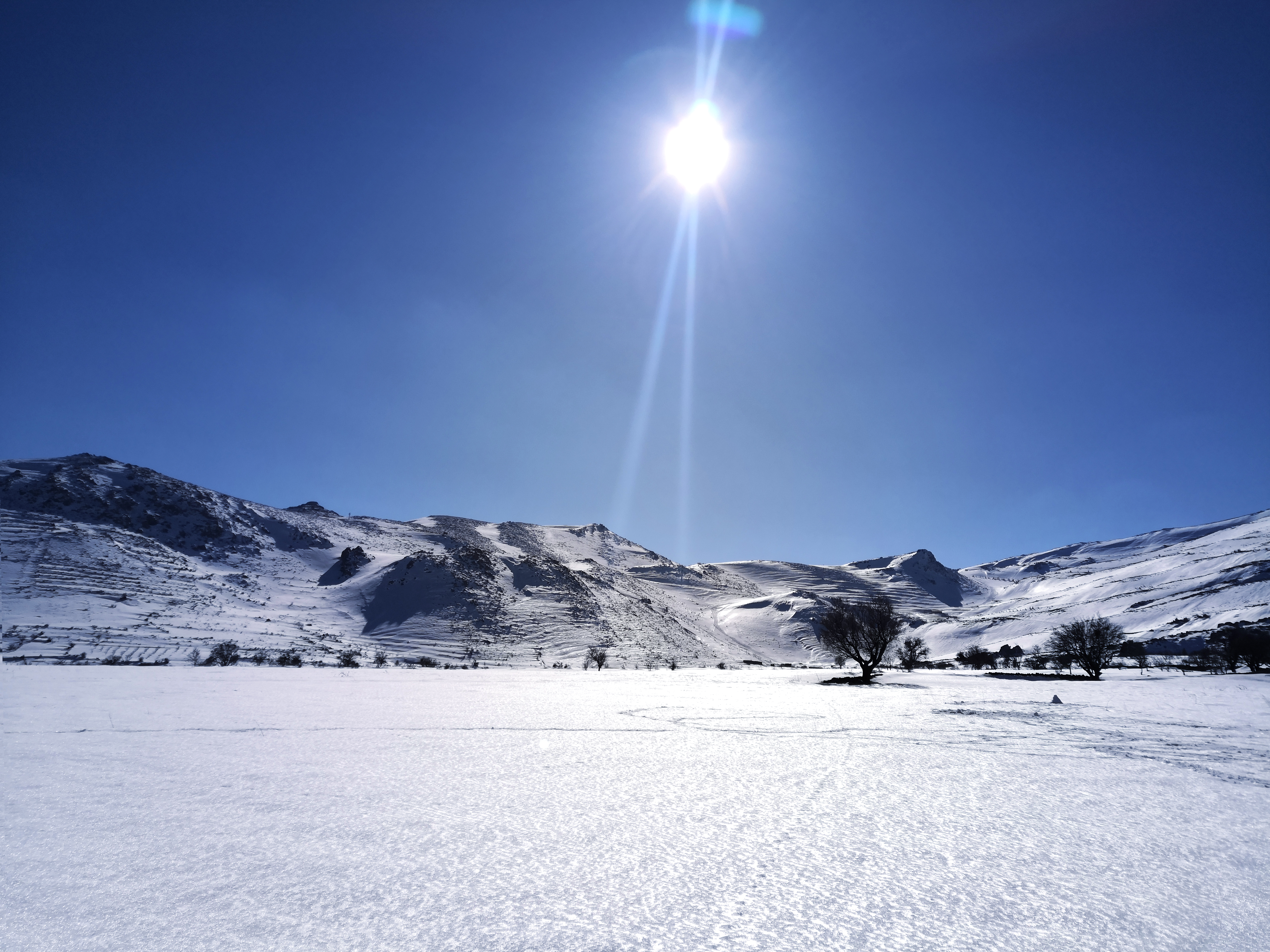
Mount Hermon Qalaat al-Jandal snow landscape

## ترميم القلعة بالعهد الفاطمي
اثارت هذه القلعة الحصينة اهتمام الأمير جندل بن قيس الذي مر بها سنة 1015م، حيث أمر بترميمها وكان ذلك في عهد الخليفة الحاكم بأمر الله صاحب مصر والشام الذي أقر له باستقلال إداري في وادي العجم وبقيت هذه الإمارة (170) سنة تسمى إمارة الجنادلة يتوارثها جندل بن قيس ثم ابنائه فاحفاده، ولقبوا بالبقاعيين لأنهم قدموا من البقاع في جنوب لبنان حاليا واستمر ذللك حتى سقطت الدولة الفاطمية

## اهمال القلعة في عهد الدولة الزنكية
بعد ان سقطت الدولة الفاطمية بيد الملك العادل نور الدين زنكي قام بضم الامارة واتباعها بدمشق ليقوم الضحاك بن جندل البقاعي بالعصيان ضد نور الدين. لكن نور الدين لم يقم بأي عمل ضده خوفا منه بأن يستنجد بالصليبيين. وانتظر ثلاث سنوات حتى عقد اتفاق هدنة مع الصليبيين. وفي سنة 552 هـ / 1154م ضم نور الدين الامارة ومنها بعلبك دون أي مقاومة من الضحاك.